# Anna Gaynor
Anna Gaynor ou Mère Mary John (17 mars 1826 - 5 mars 1899) est une religieuse irlandaise, Sœur de la charité, fondatrice et première supérieure de l'hospice de Notre-Dame, Harold's Cross, à Dublin.

## Enfance et famille
Anna Gaynor est née à Athlone le 17 mars 1826. Ses parents sont John et Anne Gaynor de Roxborough, du comté de Roscommon. Elle a quatre sœurs et un frère. Une de ses sœurs, Sarah, est une écrivaine célèbre ayant écrit une biographie de la fondatrice des Religieuses de la Charité, Mary Aikenhead. La famille déménage à Dublin lorsque Gaynor a 12 ans et elle termine ses études en Allemagne. De retour à Dublin, elle participe à la vie sociale de Dublin avec un cercle d'amis cultivés et littéraires. Gaynor suit l'exemple de ses parents, visitant et s'occupant des pauvres. Adolescente, elle ressent l'appel à entrer dans une vie religieuse, mais elle hésite à quitter sa famille et ses amis. En novembre 1854, elle devient novice au couvent des religieuses de la charité à Harold's Cross, professant en mai 1857 sous le nom de sœur Mary John. Sa sœur, Marcella, rejoint également cet ordre,.

## Vie religieuse
La première affectation de Gaynor est à l'hôpital Saint Vincent, travaillant comme secrétaire de la sœur supérieure et comme guestmistress pour tous les visiteurs de l'hôpital. Elle reste à ce poste pendant 19 ans. Lorsque la supérieure de l'hôpital, Mère Scholastica Margison, part pour devenir supérieure supérieure à Harold's Cross en 1876, Gaynor déménage avec elle comme secrétaire. En 1878, elle est chargée d'aider sa sœur Sarah à recueillir des informations sur Mère Mary Aikenhead pour la biographie que Sarah écrit. Elle est publiée en 1879 et est bien reçue. En septembre 1879, le noviciat et la direction sont transférés de Harold's Cross à Milltown.
Le bâtiment vacant à Harold's Cross devait devenir un hospice pour les mourants, Gaynor étant nommée pour superviser sa création,,. Certains des premiers patients admis souffrent de tuberculose, avec un personnel qui comprenait une gouvernante, un cordonnier, deux domestiques et une femme plus âgée avec le titre de femme de chambre. La cérémonie d'inauguration a lieu le 9 décembre 1879, et le Freeman's Journal rapporte « Hier Notre-Dame de l'hospice pour les mourants, récemment créé sous la garde des Sœurs de la Charité, Harold's Cross, a été solennellement ouvert… C'est vraiment une œuvre de la plus noble charité… Au milieu des mille formes de tendre miséricorde auxquelles ces bonnes sœurs se dévouent, il n'y en a aucune de plus haute ou de plus noble. »
Gaynor remplit tous les lits disponibles de patients pauvres et des lits supplémentaires sont bientôt nécessaires. Pour répondre à ce besoin, une collecte de fonds à grande échelle est nécessaire. Gaynor rédige des rapports détaillant les besoins de l'Hospice, ses dépenses, ses legs, ses dons et ses excédents de financement. Elle maintient un régime alimentaire de qualité pour les patients de l'hospice, ainsi que le confort et la consolation. Elle supervise l'agrandissement et l'amélioration des installations de l'Hospice.

## Mort et héritage
Gaynor meurt le 5 mars 1899 après un an de maladie. Elle est enterrée dans le cimetière du couvent de Donnybrook à Dublin. L'unité de soins prolongés Anna Gaynor House de l'hospice Notre-Dame est nommée en son honneur.